# S by Shakira
 (juillet 2018).
Si vous disposez d'ouvrages ou d'articles de référence ou si vous connaissez des sites web de qualité traitant du thème abordé ici, merci de compléter l'article en donnant les références utiles à sa vérifiabilité et en les liant à la section « Notes et références ».
S by Shakira est le premier parfum féminin de la chanteuse colombienne Shakira développé avec la société Puig.

## Histoire
En 2008, Puig annonce avoir signé un accord avec Shakira « pour développer une gamme de produit inspirée par l'artiste ». L'accord comprenait la production et la création de produits de beauté et de soins personnels et il a été déclaré que « Shakira développera avec une équipe dédiée la création d'une gamme de produit ».
Le développement du parfum a duré trois ans, la chanteuse a comparé le processus de la création d'un parfum au processus de création d'une mélodie en disant que « certaines combinaisons d'accords inspirent l'auditeur ». Une publicité pour promouvoir le parfum a été publiée à la fin août 2010 et a présenté une version remixée de son single de 2010 Gypsy. La première année de commercialisation, le parfum enregistre des ventes entre 35 et 35 millions de dollars.
Lors de la cérémonie de remise des prix de l'Academia Del Perfume 2010 parrainée par The Fragrance Foundation, S by Shakira a remporté le prix de la « Meilleure distribution de parfums pour femmes ». En 2011, le label sort S by Shakira Eau Florale, sa deuxième ligne de fragrances.
En mars 2020, à la suite de la pandémie de Covid-19 en Espagne, les usines de production des parfums S by Shakira sont mobilisées pour produire du gel désinfectant.

## Parfum et emballage
Selon Shakira, le pendentif avec le symbole S, qui est attaché au sommet de la bouteille, est le reflet d'un « charme pour le bonheur ». Le parfum de S by Shakira est catégorisé comme un « oriental transparent », et selon le site officiel de Shakira, il est inspiré par « ce qui est unique et exceptionnel à propos d'elle, sa lumière ». Le parfum est composé d'une variété d'huiles exotiques et de substances provenant des régions du Moyen-Orient et de l'Inde. Les notes de tête comprennent les agrumes, les pêches et les accords de fruits de la passion ; les notes de cœur donnent une « fraîcheur épicée » grâce à l'utilisation de diverses fleurs comme le gardénia et le jasmin sambac et la cannelle ; les notes de fond se composent d'ambre, de musc, de bois de santal et de corde de vanille.
Le parfum est destiné à être utilisé par les femmes, et Shakira a affirmé que « le type de femmes qui ressentent un lien avec ce parfum seraient indépendantes et fortes, mais aussi des femmes avec une grande capacité d'amour et un fort sentiment identitaire. C'est pour une femme qui croit en elle-même ». L'emballage de S by Shakira est conçu pour refléter la lumière et présente des accents dorés, ce qui, selon Puig, l'aiderait à se démarquer. La bouteille du parfum est « douce et féminine » dans la conception et est faite de verre, qui est fini en surface et a six coupes en forme d'étoile sculptées dans son fond de sorte qu'il est capable de refléter la lumière sous différents angles. Le site Web d'India Today, WonderWoman.in, a comparé la bouteille à la forme d'une « danseuse orientale ». La bouteille n'a pas de bouchon et utilise à la place une structure en forme de clé pour arrêter l'écoulement du parfum. L'absence de la coiffe vise à représenter « les pieds nus de Shakira ». Elle a expliqué son idée derrière le design de la bouteille : « Je voulais que la bouteille soit quelque chose qui puisse contenir un rêve. Solide comme les bouteilles d'antan, mais avec une sensation de légèreté. Et il vient avec quelque chose de spécial. Le pendentif contenant le "S" symbolise un charme pour le bonheur que je voulais partager ».